# Reed-kontakt
En reed-kontakt er en elektrisk kontakt, der består af et par jernholdige metalkontakter i et forseglet glasrør med vakuum eller en inaktiv gas, som beskytter kontakterne mod atmosfærisk korrosion.
En  permanent magnet eller strøm gennem en spole (solenoide) placeret i nærheden af kontakten vil trække kontakten sammen, og skabe et elektrisk kredsløb.
Reed-kontakter bruges ofte i mekaniske systemer (bl.a. pneumatiske cylindere) som nærhedsfølere, og i tyverialarmsystemer, som dør- og vinduessensorer. 